# NGC 139
NGC 139 ist eine Balken-Spiralgalaxie vom Hubble-Typ SBab im Sternbild Fische auf der Ekliptik. Sie ist schätzungsweise 550 Millionen Lichtjahre von der Milchstraße entfernt und hat einen Durchmesser von etwa 130.000 Lichtjahren.
Im selben Himmelsareal befinden sich u. a. die Galaxien NGC 138 und NGC 141.
Das Objekt wurde am 29. August 1864 von dem deutschen Astronomen Albert Marth als nebliges Objekt entdeckt.